# 倫珀爾斯巴赫河
49°34′50″N 10°34′28″E / 49.58056°N 10.57444°E
倫珀爾斯巴赫河是德國的河流，位於該國東南部，由巴伐利亞負責管轄，屬於艾施河的支流，河道全長7.1公里，流域面積12.6平方公里，河口處在艾施河畔諾伊施塔特以西。